# Creagrutus paralacus
Creagrutus paralacus är en fiskart som beskrevs av Edgar von Harold och Vari, 1994. Creagrutus paralacus ingår i släktet Creagrutus och familjen Characidae. IUCN kategoriserar arten globalt som livskraftig. Inga underarter finns listade i Catalogue of Life.